# L'escafandre i la papallona
L'escafandre i la papallona (títol original en francès, Le Scaphandre et le Papillon) és un pel·lícula francesa del director estatunidenc Julian Schnabel, estrenada el 2007. Està doblada al català.

## Argument
L'escafandre i la papallona explica la vertadera història de Jean-Dominique Bauby, redactor en cap de la revista Elle, que cau en un coma profund. En el seu despertar, totes les seves facultats motrius són reduïdes a no-res, és atès de la "síndrome locked-in": no pot ni parlar ni respirar sense assistència. Gràcies al seu ull esquerre que mou encara, pot dir sí -un cop de parpella- o no -dos cops de parpella. És amb aquesta única relació amb l'exterior que emprèn la redacció d'un llibre, lletra a lletra, L'escafandre i la Papallona.

## Repartiment
- Mathieu Amalric: Jean-Dominique Bauby
- Emmanuelle Seigner: Céline Desmoulin
- Marie-Josée Croze: Henriette Durand
- Anne Consigny: Claude
- Patrick Chesnais: Doctor Lepage
- Niels Arestrup: Roussin
- Olatz Lopez Garmendia: Marie Lopez
- Jean-Pierre Cassel: El pare Lucien
- Marina Hands: Joséphine
- Max von Sydow: Papinou
- Isaach de Bankolé: Laurent
- Emma de Caunes: L'emperatriu Eugènie
- Jean-Philippe Ecoffey: Doctor Mercier
- Gérard Watkins: Doctor Cocheton
- Nicolas Le Riche: Nijinski
- François Delaive: L'infermer
- Anne Alvaro: Betty
- Françoise Lebrun: Sra. Bauby
- Zinedine Soualem: Joubert
- Agathe de la Fontaine: Ines
- Franck Victor: Paul
- Laure de Clermont: Diane
- Théo Sampaio: Téophile
- Fiorella Campanella: Céleste

## Al voltant de la pel·lícula
El rodatge ha tingut lloc en part a l'Hospital Marítim de Berck-sur-Mer en el Pas de Calais, on Jean-Dominique Bauby va estar ingressat. Era, segons l'opinió del realitzador, «perquè els paisatges, l'ambient, els infermers eren essencials per a la credibilitat de l'adaptació».

## Guardons[3]

### Premis
- Premi a la millor direcció al Festival Internacional de Cinema de Canes per Julian Schnabel
- Premi de l'Audiència a la millor pel·lícula europea al Festival Internacional de Cinema de Sant Sebastià per Julian Schnabel
- Millor fotografia al Festival Internacional de Cinema d'Estocolm per Janusz Kaminski
- Globus d'Or al millor director per Julian Schnabel
- Globus d'Or a la millor pel·lícula estrangera
- BAFTA al millor guió adaptat per Ronald Harwood
- César al millor actor per Mathieu Amalric
- César al millor muntatge per Juliette Welfling
- Independent Spirit al millor director per Julian Schnabel
- Independent Spirit a la millor fotografia per Janusz Kaminski
- Satellite a la millor fotografia per Janusz Kaminski

### Nominacions
- Oscar al millor director per Julian Schnabel
- Oscar al millor guió adaptat per Ronald Harwood
- Oscar a la millor fotografia per Janusz Kaminski
- Oscar al millor muntatge per Juliette Welfling
- Globus d'Or al millor guió per Ronald Harwood
- BAFTA a la millor pel·lícula en llengua no anglesa
- Palma d'Or al Festival Internacional de Cinema de Canes per Julian Schnabel
- César a la millor pel·lícula per Julian Schnabel (director) i Jérôme Seydoux (productor)
- César al millor director per Julian Schnabel
- César al millor guió adaptat per Ronald Harwood
- César a la millor fotografia per Janusz Kaminski
- César al millor so per Jean-Paul Mugel, Francis Wargnier i Dominique Gaborieau
- David di Donatello a la millor pel·lícula europea per Julian Schnabel
- Independent Spirit al millor guió per Ronald Harwood